# Bartłomiej Sienkiewicz

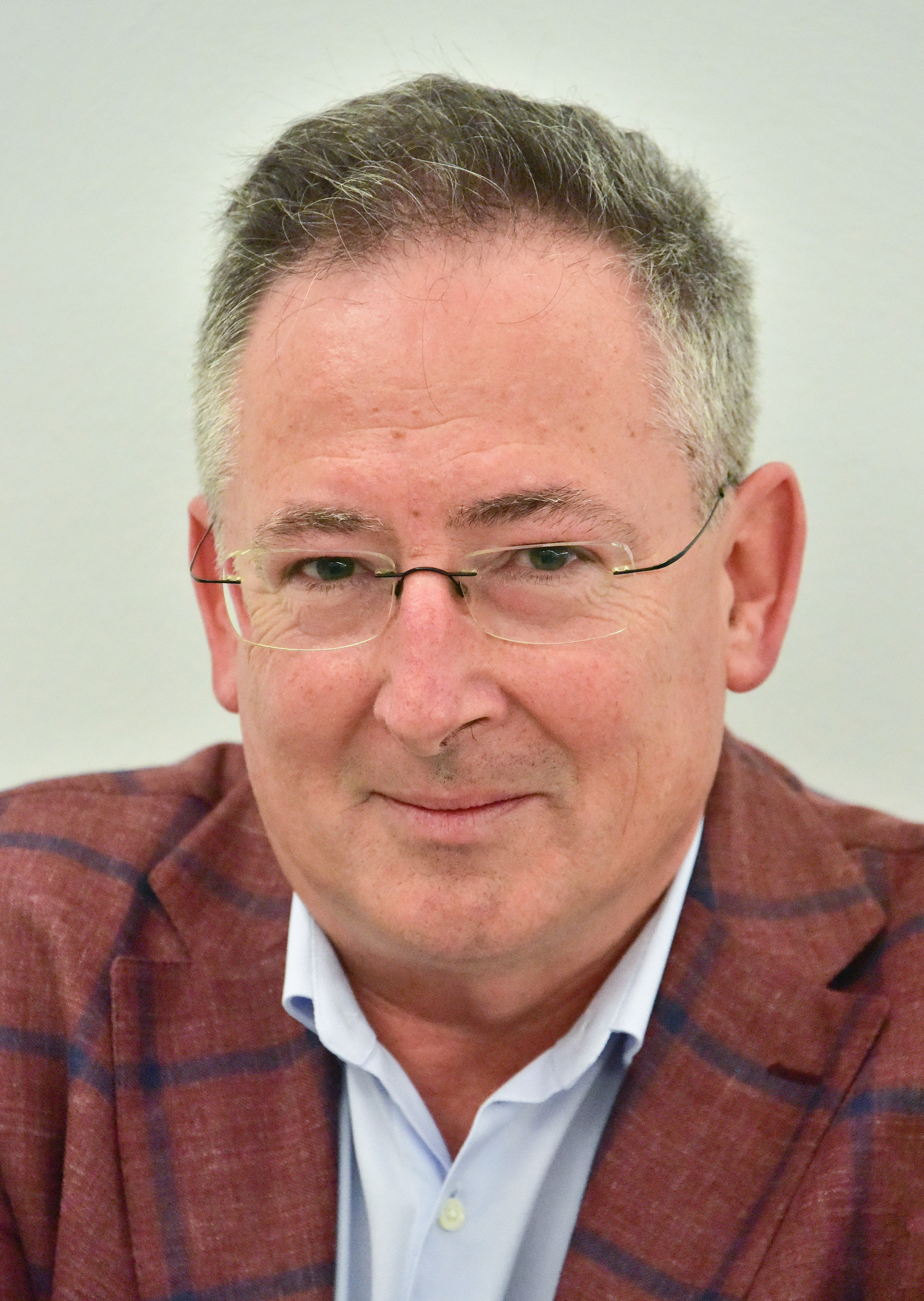
Bartłomiej Sienkiewicz

Bartłomiej Henryk Sienkiewicz (Kielce, 29 juli 1961) is een Pools politicus. Hij was van februari 2013 tot september 2014 minister van Binnenlandse Zaken in het tweede kabinet-Tusk.
Sienkiewicz was in de jaren tachtig betrokken bij de oppositie-beweging  Niezależna Oficyna Studentów in Krakau en hield zich bezig met het vermenigvuldigen en verspreiden van clandestiene publicaties.
Hij studeerde aan de Jagiellonische Universiteit af in filosofie en geschiedenis. In het begin van de 21e eeuw ging hij in de privé-sector werken. Hij richtte Sienkiewicz & partners op, een onderzoeksbureau op het gebied van investeringsrisico's en concurrentieanalyse.
Op 25 februari 2013 werd Sienkiewicz door president Bronislaw Komorowski  tot minister van Binnenlandse Zaken benoemd in het kabinet van Donald Tusk. Hij volgde Jacek Cichocki op.
In juli 2013 kwam Sienkiewicz in het nieuws doordat hij een 21-jarige studente aannam. De studente, de jongste werknemer van het ministerie, moest ambtenaren leren omgaan met sociale media.
In de zomer van 2014 was Sienkiewicz een van de centrale figuren binnen een grootschalig afluisterschandaal. Hij raakte gecompromitteerd nadat het weekblad Wprost een opgenomen gesprek publiceerde, waarin hij met Marek Belka de mogelijkheid besprak om minister van Financiën Rostowski te laten vervangen. Hij bleef in functie tot de benoeming van premier Donald Tusk tot voorzitter van de Europese Raad, maar trad niet toe tot de nieuwe regering van Ewa Kopacz.
Sinds februari 2015 is hij directeur van het Burgerinstituut (Instytut Obywatelski), de denktank van het Burgerplatform.

## Privéleven
Sienkiewicz is getrouwd en heeft vier kinderen. Hij is een achter-kleinkind van de Poolse journalist en schrijver Henryk Sienkiewicz (1846-1916).

## Verwijzingen
1. ↑  BARTŁOMIEJ HENRYK SIENKIEWICZ (’61) - Internetowy Monitor Sądowy i Gospodarczy. www.imsig.pl. Geraadpleegd op 22 maart 2019.

- Gemeinsame Normdatei: 1175467545
- International Standard Name Identifier: 0000 0000 2237 1372
- Library of Congress Control Number: n00092852
- Système universitaire de documentation: 183973895
- Virtual International Authority File: 13546189
- WorldCat: E39PBJy4dJBHRkK4x9wdGG3xXd